# Isaac Abrabanel

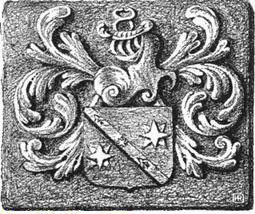
Simbolul heraldic al familiei Abrabanel

Don Isaac Abrabanel, sau Abravanel, sau Rabbi Itzhak ben Yehuda Abrabanel, (în ebraică רבי יצחק בן יהודה אַבְּרַבַּנְאֵל, în portugheză Dom Isaac Abravanel; n. 1437, Lisabona, Portugalia – d. 23 septembrie 1508, Veneția, Republica Veneția) a fost un om politic, bancher, cărturar, filozof, rabin  și exeget evreu portughez, dintre conducătorii obștii evreiești din  Portugalia și Spania, a fost trezorier al regelui Portugaliei, apoi vreme de opt ani ministrul de finanțe al Regatelor Castiliei și Aragonului, și pentru scurt timp, trezorier al viceregelui Neapolelui și al dogelui Veneției. Inițial preocupat de filozofie, ulterior a fost mai interesat de mistica iudaică.

## Familia
Dom Isaac a fost un membru al familiei Abrabanel sau Abravanel, care după o veche tradiție, se pretindea deja vreme de câteva sute de ani  spiță din dinastia regelui David. După aceleași legende, străbunii acestei familii au ajuns în Peninsula Iberică de îndată după distrugerea Primului Templu din Ierusalim de către babilonieni. Familia era în posesia unei peceți speciale, precum și a unei cărți genealogice a tribului Iuda (Yehuda). Între fiii acestei familii, originari din Sevilla, s-a numărat Don Juda Abrabanel, probabil străbunicul lui Isaac, trezorier al regelui Ferdinand al IV-lea al Castiliei, și "almoxarif mayor".. Samuel (Shmuel) Abarbanel, bunicul lui Isaac, a fost sfetnic în domeniul finanțelor in timpul regilor Enrique al II-lea și Juan I și trezorier (contador mayor) în timpul domniei lui Enrique al III-lea ai Castiliei. În împrejurări neclare,, Samuel Abrabanel s-a convertit la catolicism sub numele de Juan Sanchez din Sevilla. O parte din familia sa s-a asimilat, căsătorindu-se cu membri ai nobilimii spaniole creștine.  Doi din fiii mai mari și fiul său cel mic, Yehuda, rămănând credincioși religiei străbunilor, au rupt legăturile cu el și, dată fiind atmosfera din Sevilla, devenită ostilă evreilor, au fugit împreună cu familiile lor la finele secolului al XIV-lea din Castilia în Portugalia.
După expulzarea evreilor din Spania și Portugalia, la finele secolului al XV-lea și in cursul secolului al XVI-lea membrii familiei Abrabanel sau Abravanel s-au stabilit în Italia, Olanda, Anglia, în țările Levantului etc.

## Anii în Portugalia
Don Isaac Abrabanel s-a născut la Lisabona în familia lui Don Yehuda Abrabanel și a soției acestuia, Benvenida. Tatăl era conducătorul obștii evreiești din Portugalia și trezorier al regelui Portugaliei, Fernando I, iar mai târziu, al ducelui de Bragança. Isaac a trăit mai mulți ani în orașul Queluz.
În prima perioadă a vieții sale, în anii regelui Duarte (1433-1438) și ai regenței lui Pedro, duce de Coimbra, (1439-1448) regimul monarhic a fost mai ostil evreilor,aplicându-le numeroase legi restrictive și umilințe (inclusiv purtarea de semne distinctive, reducerea circulației lor în afara cartierelor lor etc) lucru care se presupune că a marcat și conștiința tânărului Isaac.
Ulterior, domnia la maturitate a regelui Afonso al V-lea a cunoscut o îmbunătățire a atitudinii puterii față de comunitatea sa.
Isaac Abrabanel a învățat Tora cu rabinul Yosef Ben Avraham Hayun sau Haim din Lisabona,iar filozofie din cărțile lui Aristotel, Platon, Ibn Rușd, Ibn Sina și altor gânditori, care circulau în acea vreme. Pe lângă ebraică și aramaică, a învățat portugheza, spaniola și latina, de asemenea a dobândit experiență ca și tatăl său în domeniul comerțului și finanțelor. 
De tânăr a scris în ebraică cartea „Tzurat Hayesodot” (Forma elementelor), incluzând reflexii pur filozofice asupra lumii și naturii, iar mai apoi, cartea „Ateret zkenim” (Cununa bătrânilor),carte teologică închinată conceputului de divinitate și înțelesului profețiilor care cuprinde un comentariu la pericopa „Hine anohi”, și în care își exprimă ostilitatea fața de filozofii antici și admirația față de misticismul Cabalei.
Ulterior a început să scrie un comentariu la cartea Deuteronom, sub titlul „Merkavat Hamishna”, dar a trebuit să întrerupă în momentul în care, prin anii 1472-1475  regele Afonso al V-lea l-a numit, ca urmaș al tatălui său, trezorier al Regatului Portugaliei. S-a ocupat, între altele, cu perceperi de impozite, cu acordarea de împrumuturi și cu importurile din Flandra.
Și când s-a aflat în această poziție înaltă, nu i-a uitat pe coreligionarii săi aflați în  năpastă.
Astfel, în anul 1471 când portughezii au capturat în orașul Arzila din Maroc 250 evrei locali, și, făcându-i sclavi i-au împărțit între ei, Don Isaac a alertat comunitatea din Portugalia, și chiar evrei din străinătate. ca de pildă pe bancherul Yehiel din Pisa, pentru a putea strânge peste 10.000 dubloni de aur în scopul răscumpărării lor.Vreme de șase luni a străbătut tot regatul, negociind cu nobilii în posesia cărora ajunseseră acei evrei înrobiți.
Apoi le-a asigurat subzistența vreme de doi ani până ce le-a găsit azil în Spania.
Se stie ca in perioada de criza in care s+a aflat regatul in urma campaniei contra Castiliei, pe care Abrabanel nu a aprobat-o evrei și creștini au imprumutat coroanei 12 milioane de reali. Din această sumă o zecime a provenit de la Dom Isaac.

## Anii în Castilia
După moartea bruscă de ciumă la vârsta de 49 ani a regelui Afonso al V-lea în 1481, fiul acestuia, João al II-lea s-a aflat în conflict cu verii săi, ducii de Bragança. și Beja-Viseu în care vedea conducătorii opoziției nobiliare contra monarhiei. Amândoi ducii au fost executați în anul 1483.În acest context, Dom Isaac si alte persoane care slujiseră Casa de Bragança s-au găsit în mare primejdie, fiind învinuiți de trădarea regelui. 
De aceea Dom Isaac s-a refugiat atunci în Castilia, la Toledo, unul din orașele unde locuise familia sa în trecut. Apoi s-a mutat la Plasencia, iar după aceea, la Alcalá de Henares y Guadalajara,unde a intrat în serviciul cardinalului Pedro González de Mendoza, ca perceptor al impozitelor. În mai 1485 el a fost condamnat in Portugalia la moarte in contumacie.
Din exil a scris regelui încercând să-și dovedească nevinovăția. Regele a rămas neînduplecat și i-a confiscat toată averea.
Vreme de șapte ani Don Isaac Abrabanel a deținut în Castilia o poziție asemănătoare cu cea din Portugalia, ca perceptor al impozitelor al puternicei familii Mendoza și ca un fel de ministru de finanțe sau consilier financiar al regilor catolici Isabela I a Castiliei și Ferdinand al II-lea de Aragon.
A contribuit cu împrumuturi masive la finanțarea războiului Castiliei contra Granadei, apoi,poate, împreună cu protectorul și prietenul său din Castilia, Avraham Senior, a participat la finanțarea proiectului de expediție transatlantice a lui Cristofor Columb.  
În acea perioadă Abrabanel și-a reluat munca la comentariile la cărți ale Bibliei, după Deuteronom, cartea Iosua, Judecători, și cartea întâi.
și și a doua a lui Samuel.   
În vremea când tocmai lucra la comentarea Cărților regilor,în 1484

## Expulzarea din anul 1492 și anii de pribegie
În martie 1492 Abrabanel a încercat să prevină expulzarea tutoror evreilor care nu voiau să se creștineze, din Spania, dar a eșuat, fiind nevoit să se exileze in Italia, mai întâi în orașul Napoli. Fostul său asociat,  său, Avraham Senior, a rămas în Spania, convertindu-se la religia romano-catolică.
Și la Napoli Isaac Abrabanel a fost numit curând  trezorier al regilor Ferrante și apoi, Alfonso al II-lea. Dar în urma invaziei regelui francez Carol al VIII-lea 1495 a fost silit să fugă de acolo la Messina, în Sicilia, în acelaș timp cu regele Alfonso, bunurile fiindu-i confiscate. Sărăcit cu totul, a ajuns în cele din urmă în insula Corfu, iar de acolo, iar în Italia, în orășelul Monopoli, lângă Bari. Acolo a terminat în ajun de Paște scrierea cărții Zevah Pesah (Ofranda de Paște).
În anul 1503 a fost chemat la Veneția, pentru a încerca să medieze între senatul orașului și negustorii portughezi în problema comerțului cu parfumuri. A murit la Veneția la vârsta de 71 ani. A fost înmormântat la Padova. Piatra funerară de pe mormântul său a fost distrusă în anul 1509.
Don Isaac a avut trei fii: Yehuda, Yosef (n. 1470) și Shmuel (n.1473).
Dintre ei cel mai vestit a fost medicul și filozoful Don Yehuda Abrabanel, cunoscut și ca Leone Ebreo sau Leone Medigo Ebreo.

## Scrieri
În ultimii ani petrecuți în Italia, Abarbanel a dus la bun sfârșit scrierea comentariului său la cărțile Bibliei ebraice. Acesta a devenit una din cele mai însemnate lucrări de exegeză biblică. În această operă s-a străduit să se folosească de studiul modului de viață și al obiceiurilor din Israelul antic, fără să se limiteze precum alți comentatori, numai la mijloace lingvistice și logice.  El a descris, în limitele cunoștințelor pe care le avea la îndemână, viața evreilor antici în țara lor străbună, moravurile, legile și regimul lor politic. A cunoscut și comentariile unor învățați creștini, uneori citându-le.
Abrabanel a scris un cuvânt înainte pentru fiecare din cărțile biblice. În aceste preambuluri el a dat explicații cu privire la momentul în care au fost scrise, la stilul și la conținutul lor.
Comentariile înseși seamănă în construcția lor cu cele ale altor exegeți medievali, ca de pildă Moshe Alsheh și Haim Ben Attar "Or Hahaim", punând o mulțime de întrebări în legătură cu un subiect, urmate de o lungă expunere a răspunsurilor la acestea. Comentariul său era faimos prin relativa sa lungime.
O marcată influență asupra exegezei biblice au avut lucrările lui Itzhak Arama și Levi Ben Gerson
Abrabanel a mai scris comentarii la Mishna, la tratatul Pirkey Avot, o carte de folosofie despre „Călăuza rătăciților” de Maimonide
A scris în ebraică și multe din scrierile sale au fost traduse în latină.

### Concepția sa teologică cu privire la învierea morților
In preambulul la Cartea lui Isaiia, Abrabanel a dezbătut îndelung chestiunea învierii morților, expunându-și propriul punct de vedere asupra acesteia. Era de părere că învierea morților va implica nu numai sufletele, ci și trupurile, așa cum au fost în momentul decesului, fiindcă altminteri ar fi vorba numai de o metempsihoză. De  asemenea, credea ca în învierea morților va exista o diferențiere între evrei și neamurile lumii.
"În generația învierii nu vor mai fi între oameni regi și principi, cu toții devenind egali ca la începutul momentul Facerii".
"În generația învierii vor dispare toate felurile de credință păgână, toate felurile de idoli și chipuri cioplite, și credința lui Iisus va dispărea și ea, deoarece el a fost om și nu dumnezeu" 
"Învierea va fi în vremea readunării celor exilați sau aproape de ea"

### Izvoarele mântuirii
Abrabanel considera că credința în venirea lui Mesia, așa cum a fost transmisă de învățații Talmudului, este un element fundamental în religia iudaică.
În cartea sa, „May'aney Hayeshuá” (Izvoarele mântuirii), Abrabanel se oprește îndelung asupra Cărții lui Daniel, în timp ce în cărțile „Mashmia Yeshua” și „Yeshuot Meshiho” el comentează textele talmudice și midrașice în legătură cu zilele Mântuirii, de pe o poziție critică față de concepțiile creștine.
A mai scris și o carte, intitulată „Rosh Amana” despre dogmele din iudaism și în genere.

### Ofranda de Paște

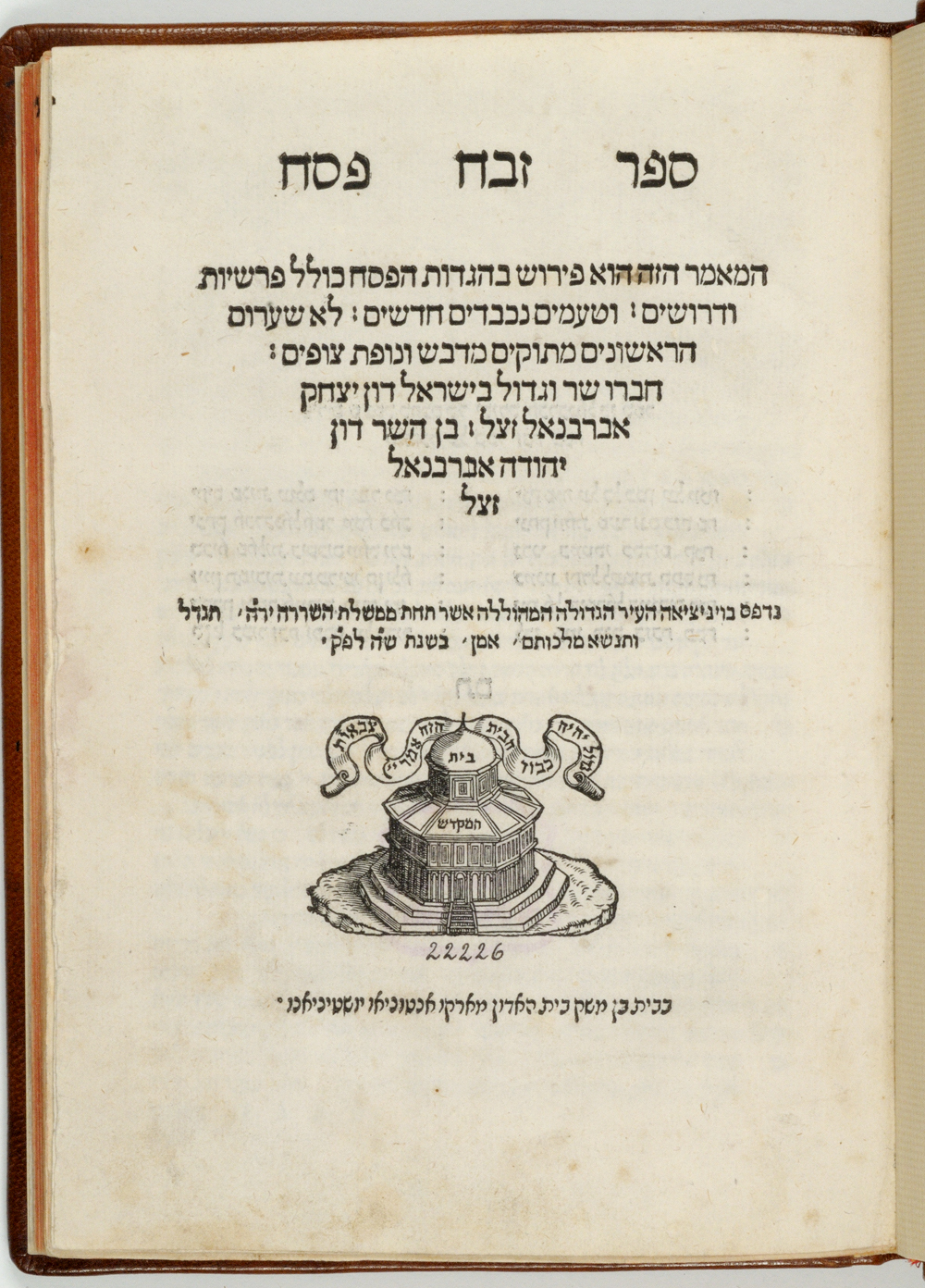
Zevah Pesah (Ofranda de Paște), comentariu la Hagada de Pesah, ediție din 1554

Cartea „Zevah Pesah”, scrisă ca o anexă la „Hagada de Pesah” tipărită la Istanbul în anul 1503, cuprinde o sută de întrebări cu privire la noaptea de Seder Pesah. În cele din urmă, în această carte o parte din întrebări rămân fără răspuns.

### Rosh Amana

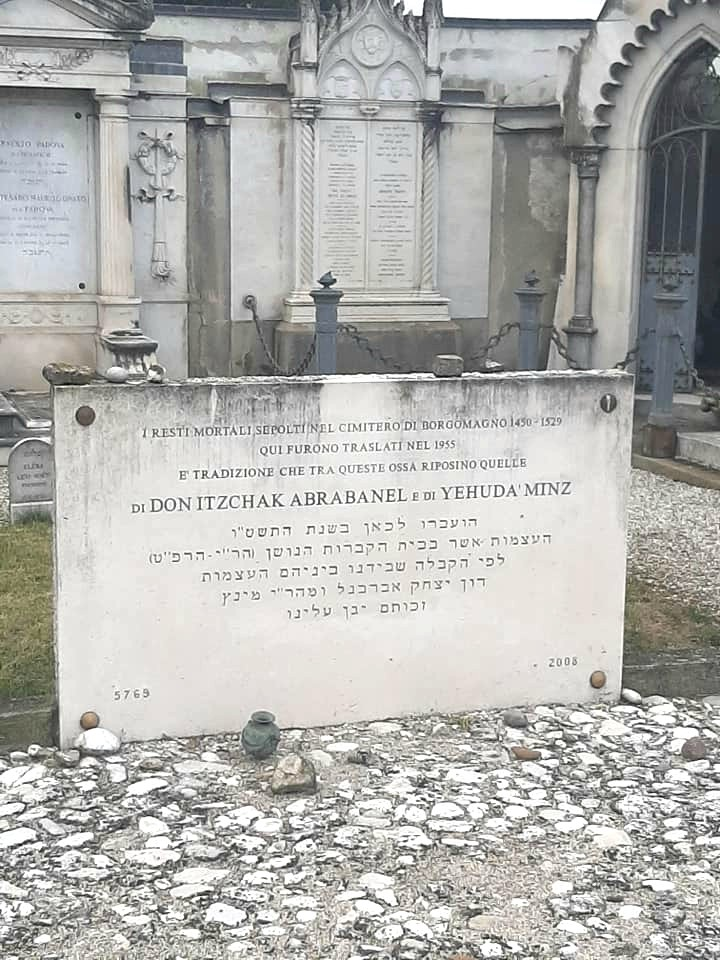
Mormântul (tzion) al lui Don Isaac Abarbanel și al rabinului Yehuda Minz, precum și al altora la Padova

Cartea aceasta dezbate asupra principiilor credinței iudaice, și conține 24 capitole. În primul capitol sunt prezentate cele 13 principii ale Crezului lui Maimonide.Capitolul al doilea se ocupa de opiniile învățaților care au venit după Maimonide, ca de pildă Hasday Crescas. Al treilea capitol e închinat îndoielii și rezervelor față de principiile credinței. Următoarele capitole tratează despre principiile credinței înseși. Cartea a fost terminată în anul 1496 și a fost tipărită la Istanbul în 1505 împreună cu un supliment de versuri ale lui Yehuda Abrabanel, fiul său. Cartea a fost reeditată de către Menahem Kellner în editura Universității Bar Ilan, laolaltă cu o prefață amănunțită.

## Cărți

### Comentarii
- Comentariul lui Abarbanel - la Tora, la o parte din cartile profetilor și la cartea Daniel -  comentariu teoretic, sub forma de întrebări numeroase, și a unui articol lung ca răspuns
- Comentariu la profeții dintâi și cei de pe urmă - divizat în capitole scurte, conținând fiecare șase întrebări
- Zevah Pesah (Jertfa de Paște) (1496) - o sută de întrebări despre Noaptea de Seder (pascală), unele rămănând fără răspuns
- Nahlat avot (Moștenirea părinților) (1496)  - exegeza la Tratatul Avot - compus la rugamintea fiului sau, Shmuel
- Comentariul la Învățătorul rătăciților de Maimonide  - un comentariu parțial, mai ales la partea I a cărții, și la capitolele despre profeție, despre Lucrarea Facerii și Maasè Merkavá (Lucrarea Carului)

### Scrieri filozofice
- Ateret zkenim  (Cununa bătrânilor) (1460) - exegeză a două capitole dificile din cartea Exodul
- Tzurot hayesodot (Formele elementelor) (1460)  - cercetare despre originea elementelor
- Rosh amaná (1494) - dezbatere despre principiile credinței iudaice - a fost reeditată de Menahem Kellner în Israel în editura Universității Bar Ilan, cu o prefață detailată
- Mayaney Hayeshuá (1497) - primul opus din trilogia sa mesianică, conține, în special, o exegeză la Cartea Daniel
- Mashmia yeshuá (1498) - al doilea opus  din trilogia mesianică
- Yeshuot Meshiho (1498) - al treilea opus din trilogia mesianică - exegeză la articole din Talmud și Midraș despre zilele mântuirii
- Shamaim hadashim (Ceruri noi)  (1498)  - încercare de a dovedi reînnoirea lumii pe baze astronomice  si de a adapta teoria la concepția lui Maimonide
- Mifalot Elohim (1501) - cercetare despre credința în reinnoirea lumii - împotriva afirmațiilor lui Aristotel și a discipolilor
- Sheelot utshuvot leShaul Hacohen  - response pentru Shaul Hacohen (1507) -response la 12 întrebări filozofice despre opiniile lui Maimonide din cartea Învățătorul rătăciților

## In memoriam
- O sinagogă din Paris - Synagogue de la Roquette - se  numește Sinagoga Don Isaac Abravanel în memoria sa.